# Pi1 Columbae
Pi1 Columbae (78 Columbae) é uma estrela na direção da constelação de Columba. Possui uma ascensão reta de 06h 06m 41.07s e uma declinação de −42° 17′ 55.7″. Sua magnitude aparente é igual a 6.15. Considerando sua distância de 322 anos-luz em relação à Terra, sua magnitude absoluta é igual a 1.18. Pertence à classe espectral Am.